# Timàlia bruna
La timàlia bruna (Macronus striaticeps) és un ocell de la família dels timàlids (Timaliidae).

## Hàbitat i distribució
Habita boscos, clars i vegetació secundària de les terres baixes de les illes Filipines sud-orientals, cap al nord fins Bohol, Leyte i Samar.